# خوان ایگناسیو کاررا
خوان ایگناسیو کاررا (انگلیسی: Juan Ignacio Carrera؛ زادهٔ ۱۰ مهٔ ۱۹۸۱) بازیکن فوتبال اهل آرژانتین است.
از باشگاه‌هایی که در آن بازی کرده‌است می‌توان به باشگاه فوتبال آرژانتینوس جونیورز اشاره کرد.